# Deporte en Uzbekistán
En Uzbekistán, los deportes más practicados y/o populares son el fútbol, tenis, kurash (una especie de lucha libre) y el ciclismo, donde Uzbekistán ha tenido una buena reputación gracias al deportista profesional Djamolidine Abdoujaparov apodado como "El Califa"

## Kurash

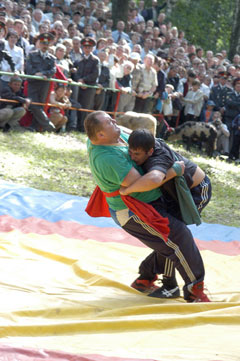
Lucha tártara «Kurash».

El deporte nacional en Uzbekistán es el Kurash. De acuerdo con el sitio web de la IKA (International Kurash Association) Kurash es una palabra uzbeka que significa “llegar a la meta de la forma más justa y equitativa”. Es un deporte de lucha libre donde dos oponentes batalla para dominar al otro. El ganador es el que lanza con éxito a su oponente con la espalda hacia el suelo. Esto solo se puede lograr mediante el uso de la parte superior del cuerpo, no se permiten golpes ni patadas. Los ataques a las piernas también está prohibido. Es un deporte que se caracteriza por el uso de la voluntad y poder humano para lograr la victoria.

## Ciclismo

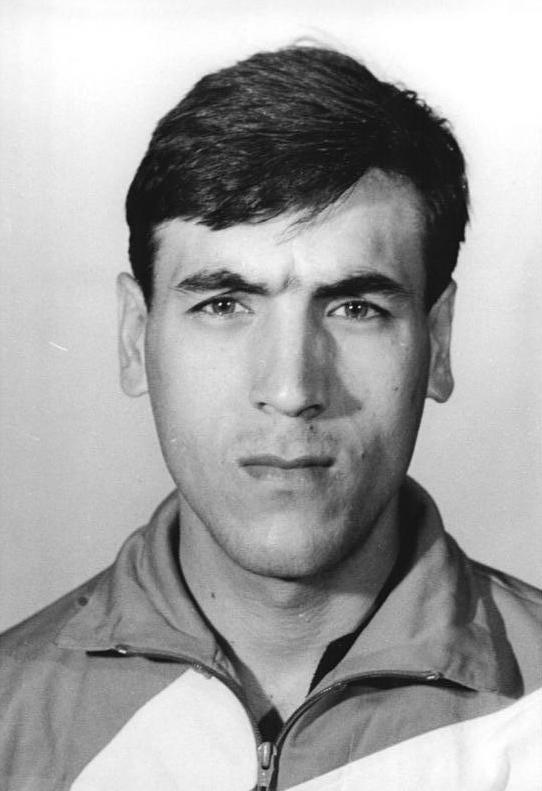
Djamolidine Abdoujaparov es el ciclista más famoso del país, ganó en tres ocasiones la clasificación por puntos del Tour de Francia.

Djamolidine Abdoujaparov(Taskent, 28 de febrero de 1964) es el ciclista más famoso de su país durante los años 1990 y 1997 logró 54 victorias. Antes de pasar al ciclismo profesional, Abdou obtuvo buenos resultados en las categorías inferiores, llegando a proclamarse campeón en ruta de la Unión Soviética. Fue 5º en la prueba de ruta de los Juegos Olímpicos de 1988. Excelente esprínter, logró victorias de etapa en las tres Grandes Vueltas al obtener 7 victorias en la Vuelta a España, 1 en el Giro de Italia y 9 en el Tour de Francia. También consiguió la clasificación por puntos de la Vuelta (1992), del Giro (1994) y del Tour (1991, 1993 y 1994). Era famoso por su agresivo estilo de esprintar, y por mover excesivamente su bicicleta, con lo que consiguió unos cuantos enemigos en el pelotón y más de una caída.

## Tenis
La primera participación de Uzbekistán en la Copa Davis fue en 1994(en años anteriores formó parte del Equipo de la Unión Soviética para la Copa Davis). Este equipo nunca formó parte del Grupo Mundial, aunque estuvo en varias ocasiones en los Play Offs.
Se destacan los tenistas Vadim Kutsenko y Oleg Ogorodov. Vadim es el tenista con más ediciones (10 partidos) y Ogorodov es el mayor ganador en individuales, dobles y el jugador con más series disputadas

## Atletismo
El saltador de pértiga Rodion Gataullin nació en el país, y representando a la Unión Soviética fue el segundo atleta de la historia en superar la marca de 6,00 metros.

## Fútbol

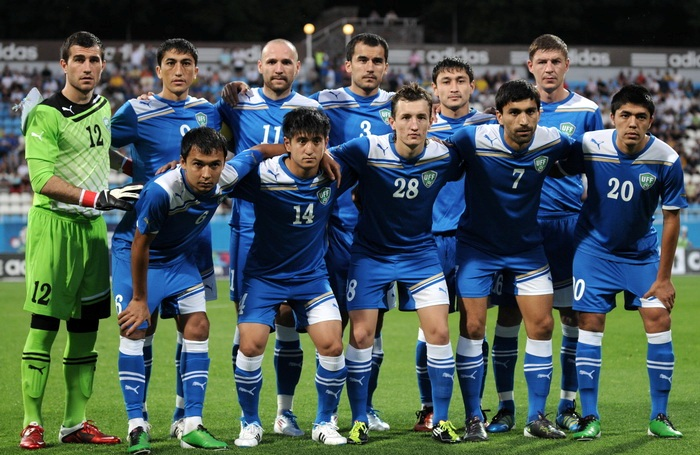
Selección de fútbol en 2011

El seleccionado uzbeco es el equipo representativo de la nación y es dirigido por la Federación de Fútbol de Uzbekistán y la FIFA(Antes formaba parte de la selección de fútbol de la Unión Soviética. Jugó su primer partido el 17 de junio de 1992 en Dusambé, Tayikistán, donde el resultado fue 2-2
Maksim Shatskikh está considerado como el mejor jugador de la historia del país desde su independencia.

## Copa Mundial de Fútbol

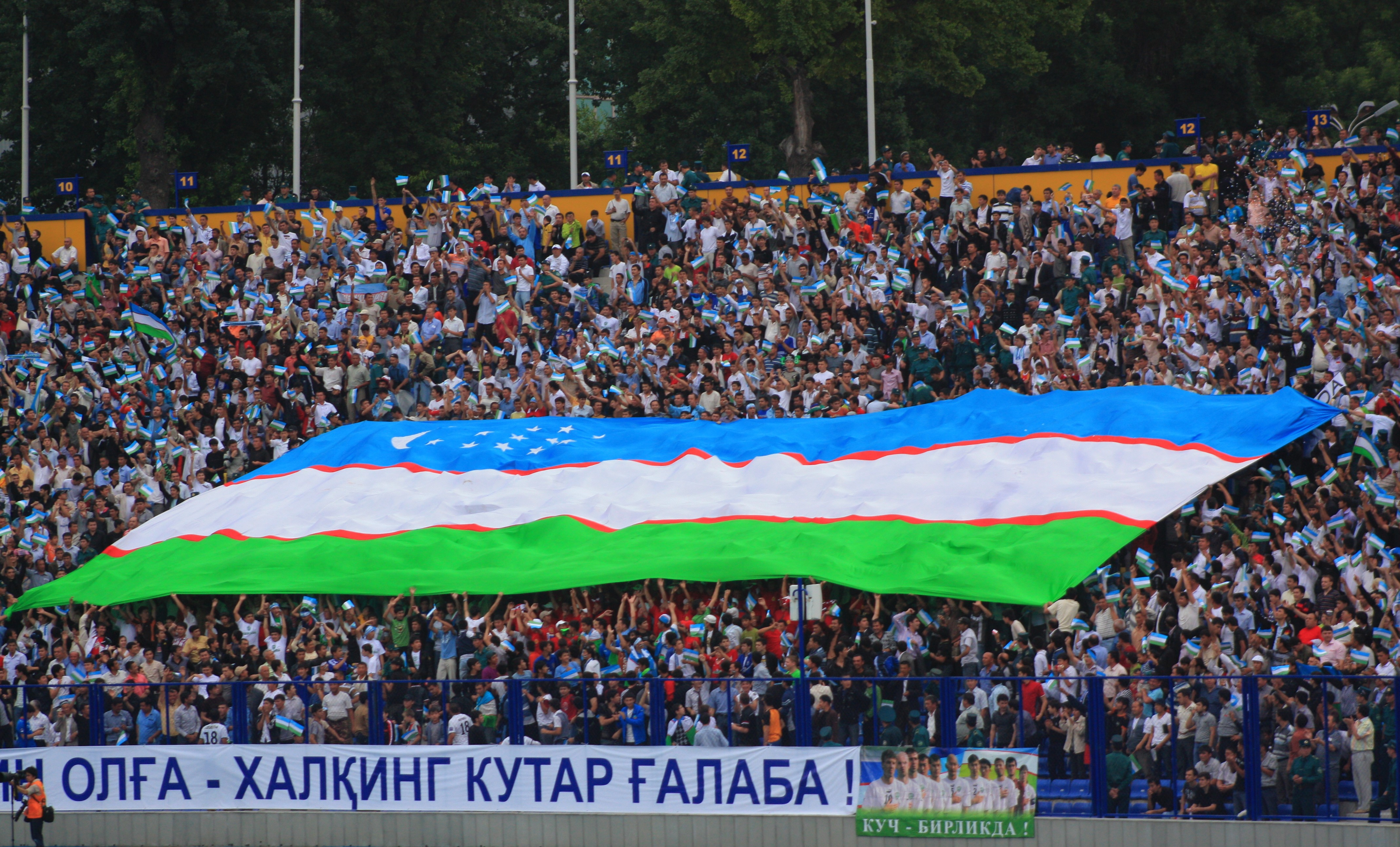
Aficionados uzbekos apoyando a la selección en un partido de clasificación para la Copa Mundial 2010 ante Japón en el estadio Pakhtakor Markaziy de Tashkent.

Nunca ha participado en la Copa del Mundo
| Año                        | Ronda             | Posición          | PJ                | PG                | PE                | PP                | GF                | GC                |
| -------------------------- | ----------------- | ----------------- | ----------------- | ----------------- | ----------------- | ----------------- | ----------------- | ----------------- |
| Estados Unidos 1994        | Sin participación | Sin participación | Sin participación | Sin participación | Sin participación | Sin participación | Sin participación | Sin participación |
| Francia 1998               | No se clasificó   | No se clasificó   | No se clasificó   | No se clasificó   | No se clasificó   | No se clasificó   | No se clasificó   | No se clasificó   |
| Corea del Sur y Japón 2002 | No se clasificó   | No se clasificó   | No se clasificó   | No se clasificó   | No se clasificó   | No se clasificó   | No se clasificó   | No se clasificó   |
| Alemania 2006              | No se clasificó   | No se clasificó   | No se clasificó   | No se clasificó   | No se clasificó   | No se clasificó   | No se clasificó   | No se clasificó   |
| Sudáfrica 2010             | No se clasificó   | No se clasificó   | No se clasificó   | No se clasificó   | No se clasificó   | No se clasificó   | No se clasificó   | No se clasificó   |
| Brasil 2014                | No se clasificó   | No se clasificó   | No se clasificó   | No se clasificó   | No se clasificó   | No se clasificó   | No se clasificó   | No se clasificó   |
| Total                      | 0/6               | 0°                | 0                 | 0                 | 0                 | 0                 | 0                 | 0                 |

## En la Copa Asiática
Uzbekistán ha logrado clasificarse a la Copa Asiática desde que es miembro de la AFC, participando por primera vez en 1996, siendo parte del Grupo C con Japón, China y Siria, donde ganó un partido, por 2-0, y perdió dos (4-0 y 1-2), quedando en el noveno puesto de la Copa.
Su mayor logro en esta Competición Internacional fue el cuarto lugar en la Copa Asiática 2011 siendo puntero del Grupo A con 7 puntos, 0 partidos perdidos y 2 partidos ganados, siendo superior a Catar con 6 puntos, China con 4 yKuwait con 4. Su goleador fue Aleksandr Geynrikh anotando los tres goles de la sselección uzbeka.

## Récords
- Mayor victoria: Uzbekistán 15:0 Mongolia
- Peor derrota: Uzbekistán 1:8 Japón
- Máximo goleador:  Maksim Shatskikh(33 goles)
- MMejor puesto en la Copa Asiática: Cuarto Lugar Copa Asiática 2011

## Selecciones nacionales
- Selección de fútbol de Uzbekistán
- Equipo de Copa Davis de Uzbekistán

- Datos: Q137113
- Multimedia: Sports in Uzbekistan / Q137113